# 6 f.Kr.
6 f.Kr. var ett normalår som började en fredag i den proleptiska julianska kalendern, men i verkligheten ett normalår som började antingen en söndag eller måndag i den julianska kalendern (se skottårsfelet i den julianska kalendern för mer information).

## Händelser

### Efter plats

#### Romerska riket
- Augustus skickar illrar (av Plinius d.ä. kallade viverrae) till Balearerna för att få bukt med kaninpesten där.
- Tiberius skickas till Armenien varpå han retirerar till Rhodos.

## Födda
- 17 april – Jesus, judisk profet (möjligen född detta år)[1]
- Johannes Döparen, judisk profet

## Fotnoter
1. ↑  ”Star of Bethlehem”. Eclipse.net. Arkiverad från originalet den 25 maj 2012. https://archive.is/20120525113942/http://home.eclipse.net/~molnar/. Läst 4 juli 2011.